# National Football League 1960s All-Decade Team
Das National Football League 1960s All-Decade Team beinhaltet die Liste der besten NFL-Spieler der 1960er Jahre. Die Spieler werden durch Wahl aufgenommen. Gewählt werden die American-Football-Spieler von den Verantwortlichen der Pro Football Hall of Fame. Sie werden damit für ihre Leistungen als Spieler ausgezeichnet. Eine automatische Aufnahme in die Ruhmeshalle des amerikanischen Footballsports ist damit jedoch nicht verbunden. Die Spieler werden lediglich in den Rekordbüchern der NFL geehrt. In den 1960er Jahren waren Spieler, die auf verschiedenen Positionen spielten, nur noch vereinzelt zu finden. Bei der Wahl zur Ehrenliste wurden zum ersten Mal auch Punter berücksichtigt.

## Offense
| Spielerposition | Spielername     | Profimannschaft                         | College                                     | Mitglied in der Pro Football Hall of Fame |
| --------------- | --------------- | --------------------------------------- | ------------------------------------------- | ----------------------------------------- |
| Quarterback     | Sonny Jurgensen | Philadelphia Eagles Washington Redskins | Duke University                             | ja                                        |
| Quarterback     | Bart Starr      | Green Bay Packers                       | University of Alabama                       | ja                                        |
| Quarterback     | Johnny Unitas   | Baltimore Colts                         | University of Louisville                    | ja                                        |
| Half back       | John David Crow | St. Louis Cardinals San Francisco 49ers | Texas A&M University                        | nein                                      |
| Half back       | Paul Hornung    | Green Bay Packers                       | University of Notre Dame                    | ja                                        |
| Half back       | Leroy Kelly     | Cleveland Browns                        | Morgan State University                     | ja                                        |
| Half back       | Gale Sayers     | Chicago Bears                           | University of Kansas                        | ja                                        |
| Fullback        | Jim Brown       | Cleveland Browns                        | Syracuse University                         | ja                                        |
| Fullback        | Jim Taylor      | Green Bay Packers New Orleans Saints    | Louisiana State University                  | ja                                        |
| Split End       | Del Shofner     | Los Angeles Rams New York Giants        | Baylor University                           | nein                                      |
| Split End       | Charley Taylor  | Washington Redskins                     | Arizona State University                    | ja                                        |
| Flanker         | Gary Collins    | Cleveland Browns                        | University of Maryland, College Park        | nein                                      |
| Flanker         | Boyd Dowler     | Green Bay Packers                       | University of Colorado at Boulder           | nein                                      |
| Tight End       | John Mackey     | Baltimore Colts                         | Syracuse University                         | ja                                        |
| Tackle          | Bob Brown       | Philadelphia Eagles Los Angeles Rams    | University of Nebraska                      | ja                                        |
| Tackle          | Forrest Gregg   | Green Bay Packers                       | Southern Methodist University               | ja                                        |
| Tackle          | Ralph Neely     | Dallas Cowboys                          | University of Oklahoma                      | nein                                      |
| Guard           | Gene Hickerson  | Cleveland Browns                        | University of Mississippi                   | ja                                        |
| Guard           | Jerry Kramer    | Green Bay Packers                       | Idaho                                       | ja                                        |
| Guard           | Howard Mudd     | San Francisco 49ers Chicago Bears       | Michigan State University Hillsdale College | nein                                      |
| Center          | Jim Ringo       | Green Bay Packers Philadelphia Eagles   | Syracuse University                         | ja                                        |

## Defense
| Spielerposition  | Spielername   | Profimannschaft                  | College                                    | Mitglied in der Pro Football Hall of Fame |
| ---------------- | ------------- | -------------------------------- | ------------------------------------------ | ----------------------------------------- |
| Defensive End    | Doug Atkins   | Chicago Bears New Orleans Saints | University of Tennessee                    | ja                                        |
| Defensive End    | Willie Davis  | Green Bay Packers                | Grambling State University                 | ja                                        |
| Defensive End    | Deacon Jones  | Los Angeles Rams                 | South Carolina State University            | ja                                        |
| Defensive Tackle | Alex Karras   | Detroit Lions                    | University of Iowa                         | ja                                        |
| Defensive Tackle | Bob Lilly     | Dallas Cowboys                   | Texas Christian University                 | ja                                        |
| Defensive Tackle | Merlin Olsen  | Los Angeles Rams                 | Utah State University                      | ja                                        |
| Linebacker       | Dick Butkus   | Chicago Bears                    | University of Illinois at Urbana-Champaign | ja                                        |
| Linebacker       | Larry Morris  | Chicago Bears                    | Georgia Institute of Technology            | nein                                      |
| Linebacker       | Ray Nitschke  | Green Bay Packers                | University of Illinois at Urbana-Champaign | ja                                        |
| Linebacker       | Tommy Nobis   | Atlanta Falcons                  | University of Texas at Austin              | nein                                      |
| Linebacker       | Dave Robinson | Green Bay Packers                | Pennsylvania State University              | nein                                      |
| Cornerback       | Herb Adderley | Green Bay Packers                | Michigan State University                  | ja                                        |
| Cornerback       | Lem Barney    | Detroit Lions                    | Jackson State University                   | ja                                        |
| Cornerback       | Bobby Boyd    | Baltimore Colts                  | University of Oklahoma                     | nein                                      |
| Safety           | Eddie Meador  | Los Angeles Rams                 | Arkansas Tech University                   | nein                                      |
| Safety           | Larry Wilson  | St. Louis Cardinals              | University of Utah                         | ja                                        |
| Safety           | Willie Wood   | Green Bay Packers                | University of Southern California          | ja                                        |

## Special Teams
| Spielerposition | Spielername  | Profimannschaft                   | College                                | Mitglied in der Pro Football Hall of Fame |
| --------------- | ------------ | --------------------------------- | -------------------------------------- | ----------------------------------------- |
| Punter          | Don Chandler | New York Giants Green Bay Packers | Bacone Indian JC University of Florida | nein                                      |
| Kicker          | Jim Bakken   | St. Louis Cardinals               | University of Wisconsin–Madison        | nein                                      |